# Neope agrestis
Neope agrestis är en fjärilsart som beskrevs av Charles Oberthür 1876. Neope agrestis ingår i släktet Neope och familjen praktfjärilar. Inga underarter finns listade i Catalogue of Life.